# Flanders Classics
Flanders Classics es una compañía que organiza varias de las más importantes clásicas realizadas en la región de Flandes en Bélgica. La compañía fue fundada en el año 2010 y organiza un total de 6 carreras que comprenden un monumento: Tour de Flandes (De Ronde van Vlaanderen), otras 3 carreras UCI WorldTour: Gante-Wevelgem, Omloop Het Nieuwsblad y A Través de Flandes (Dwars door Vlaanderen) y 2 carreras del circuito UCI ProSeries: Scheldeprijs y la Flecha Brabanzona (Brabantse Pijl).

## Misión
La misión de Flanders Classics es asegurar la posición de las clásicas de la primavera flamenca en el calendario ciclista internacional y aumentar el prestigio del ciclismo flamenco en Bélgica y en el extranjero. Las clásicas Omloop Het Nieuwsblad y A Través de Flandes (Dwars door Vlaanderen) deben su inclusión en el calendario UCI WorldTour a esta filosofía.

## Clásicas
| Carrera                                     | Notas |
| ------------------------------------------- | --- |
| Omloop Het Nieuwsblad                       | Es la carrera de apertura de la temporada ciclista belga.                                                                                                   |
| Gante-Wevelgem                              | Realizada un domingo entre la Milán-San Remo y el Tour de Flandes.                                                                                          |
| A Través de Flandes (Dwars door Vlaanderen) | Desde 2018 es realizada entre la Gante-Wevelgem y el Tour de Flandes.                                                                                       |
| Tour de Flandes (De Ronde van Vlaanderen)   | La carrera principal de la semana flamenca de ciclismo y la única que hace parte de los 5 monumentos del ciclismo. Es realizada el primer domingo de abril. |
| Scheldeprijs                                | Esta carrera es realizada entre el Tour de Flandes y la París-Roubaix.                                                                                      |
| Flecha Brabanzona (Brabantse Pijl)          | Esta carrera es realizada antes de las Clásicas de las Ardenas.                                                                                             |

### Orden de disputa
Actualmente se celebran seis clásicas bajo el amparo de Flanders Classics que, a diferencia de las tradicionales clásicas de Flandes —que también incluye la París-Roubaix—, se disputan todas exclusivamente en la Región Flamenca.
| Carrera                                           | País    | Fecha                                 | Ganador(es) en más ocasiones                                                                            | Victorias | Ganadora(s) en más ocasiones                                              | Victorias |
| ------------------------------------------------- | ------- | ------------------------------------- | --- | --------- | ------------------------------------------------------------------------- | --------- |
| Omloop Het Nieuwsblad (Omloop Het Nieuwsblad)     | Bélgica | Último sábado de febrero              | Ernest Sterckx Joseph Bruyère Peter van Petegem                                                         | 3         | Suzanne de Goede Emma Johansson Anna van der Breggen Annemiek van Vleuten | 2         |
| Gante-Wevelgem (Gent-Wevelgem-In Flanders Fields) | Bélgica | Último domingo de marzo               | Robert Van Eenaeme Rik Van Looy Eddy Merckx Mario Cipollini Tom Boonen Peter Sagan Mads Pedersen        | 3         | Kirsten Wild Lorena Wiebes                                                | 2         |
| A Través de Flandes (Dwars door Vlaanderen)       | Bélgica | Miércoles previo a Tour de Flandes    | 14 corredores                                                                                           | 2         | Amy Pieters                                                               | 3         |
| Tour de Flandes (De Ronde van Vlaanderen)         | Bélgica | Primer domingo de abril               | Achiel Buysse Fiorenzo Magni Eric Leman Johan Museeuw Tom Boonen Fabian Cancellara Mathieu van der Poel | 3         | Lotte Kopecky                                                             | 3         |
| Scheldeprijs (Scheldeprijs)                       | Bélgica | Miércoles posterior a Tour de Flandes | Marcel Kittel                                                                                           | 5         | Lorena Wiebes                                                             | 4         |
| Flecha Brabanzona (Brabantse Pijl)                | Bélgica | Una semana después de Scheldeprijs    | Edwig Van Hooydonck                                                                                     | 4         | Elisa Longo Borghini                                                      | 2         |